# Lingue mandingo

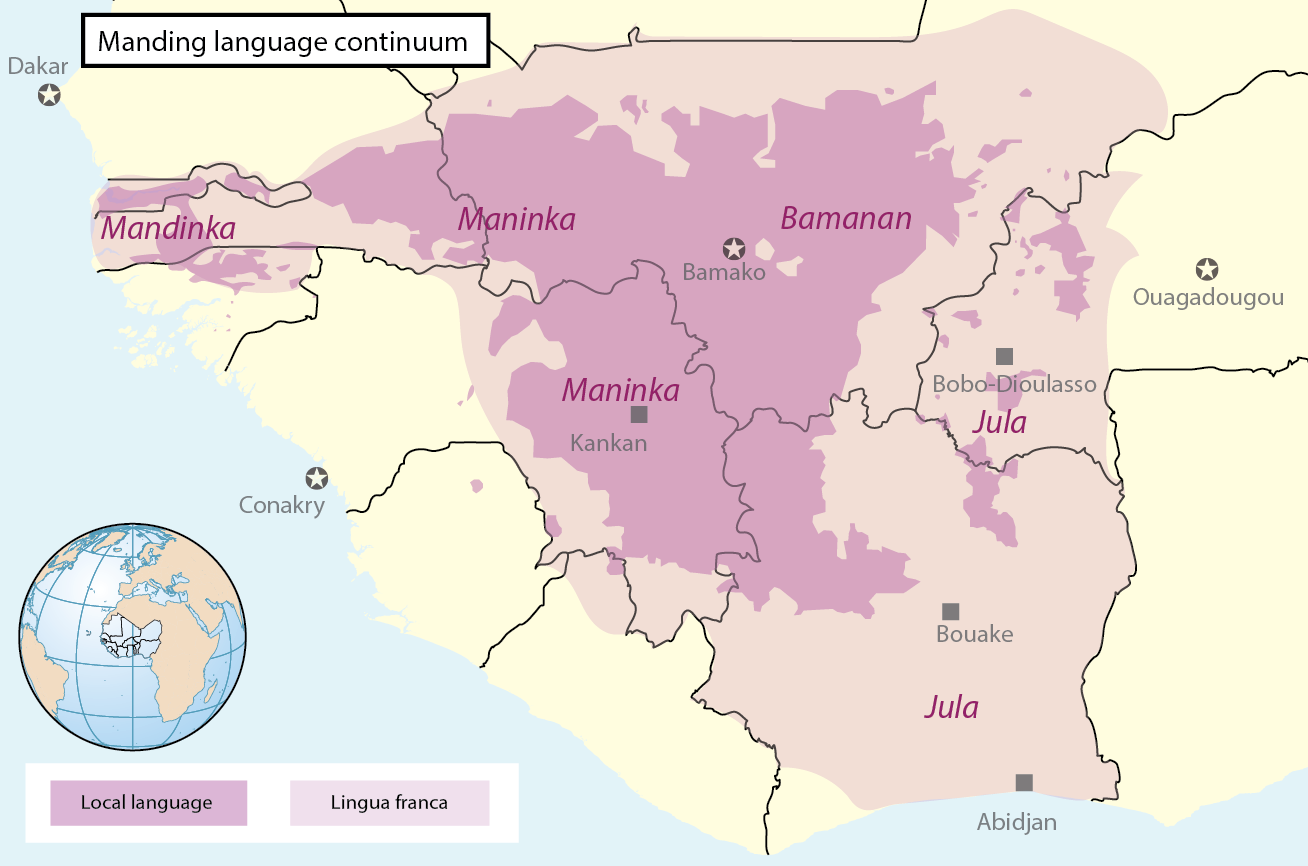
Distribuzione delle lingue Mandingo

Le lingue mandingo sono un gruppo di lingue e dialetti, generalmente intelligibili tra loro, parlate dal popolo Mandingo dell'Africa Occidentale. Appartengono alla famiglia linguistica delle lingue mande.

## Definizione
La definizione e la classificazione della lingua mandingo e delle sue varianti dialettali è piuttosto complessa e tuttora oggetto di ricerca. Ciò è dovuto ad alcuni fattori storico-geografici: innanzitutto i popoli mandingo, pur avendo una tradizione letteraria orale molto ricca, hanno lasciato pochissimi testi scritti, il che ha storicamente ostacolato la formazione di una lingua letteraria unitaria. In secondo luogo, dai tempi della colonizzazione europea, l'area in cui sono stanziati i mandingo è stata suddivisa tra entità statali di lingua inglese, francese e portoghese, il che ha contribuito alla creazione di una nomenclatura linguistica di termini indigeni, francesi e inglesi che rendono il quadro generale piuttosto confuso. In terzo luogo, l'area etno-culturale mandinga ha assistito, in periodi storici diversi, ma anche recentemente, con le sanguinose guerre civili in Liberia, Sierra Leone e Costa d'Avorio a ingenti spostamenti di popolazioni che hanno notevolmente mescolato e ibridizzato gli idiomi originari. Infine, la distinzione stessa tra lingue e dialetti è, per definizione, piuttosto arbitraria e non scientificamente determinabile con precisione. 
Le lingue parlate dai mandingo appartengono tutte all'ampia famiglia delle lingue mande, che si caratterizzano per l'assenza di classi nominali e per la presenza di toni, in genere due. Inoltre, esse hanno tutte un alto grado di intelligibilità e di similarità lessicale, il che fa sì che spesso i parlanti dei diversi dialetti passino facilmente da una variante mandinga ad un'altra quando devono comunicare tra loro.
Le varianti più diffuse sono il mandinka (inglese mandinka o mandingo, francese mandingue), parlato soprattutto in Gambia, Senegal e Guinea-Bissau, e il maninkakan, diffuso tra Guinea, Mali, Liberia e Sierra Leone (ingl. Maninka, fr. Malinkè). Altre due lingue affini, a seconda dei casi incluse nella famiglia mandinga o collocate al di fuori di essa sono il bamanankan o bambara (la principale lingua del Mali e la variante con il maggior numero di parlanti) e il jula (fr. Dioula, ingl. Dyula), diffusa tra Costa d'Avorio, Mali e Burkina Faso.

## Classificazione

### Mandingocome macrolinguaggio
Lo standard ISO 639-3 identifica il mandingo (mandingo in inglese) come un macrolinguaggio, ulteriormente suddiviso in 7 varianti (tra parentesi quadre, il codice di identificazione ISO 639-3):
- Lingua mandinka [mnk] (Senegal)
- Lingua maninka della foresta [myq] (Costa d'Avorio)
- Lingua konyanka maninka [mku] (Guinea)
- Lingua sankaran maninka [msc] (Guinea)
- Lingua maninkakan orientale [emk] (Guinea, Mali)
- Lingua kita maninkakan [mwk] (Mali)
- Lingua maninkakan occidentale [mlq] (Mali, Senegal)

### Mandingocome famiglia linguistica
A loro volta, queste varianti dialettali sono incluse, assieme ad altre lingue, nella famiglia linguistica mandinga (manding in inglese). La famiglia linguistica così definita è più ampia del macrolinguaggio mandingo e include ad esempio il bambara e il jula, che non sono invece comprese nel mandingo. Questi ultimi due idiomi vengono spesso usati come lingue franche nei paesi in cui sono parlate, sono molto simili tra loro e in genere mutuamente intelligibili con il mandingo. La classificazione proposta da Ethnologue (di cui gli autori stessi riconoscono l'arbitrarietà) è quindi la seguente:
- Lingue niger-kordofaniane
  - Lingue mande
    - Mande occidentali
      - Centro-Sudoccidentali
        - Centrali
          - Mandingo-uogo
            - Mandingo-vai
              - Mandingo-mokole
                - Mandingo (21 idiomi distinti)

La famiglia mandiingo è ulteriormente suddivisa in occidentale (5 linguaggi), e orientale (13), con altri tre linguaggi (lingua bolon, lingua jahanka e lingua sininkere) al di fuori di queste due sottocategorie.
- Lingue mandingo occidentali
  - Lingua xaasongaxango  [kao] (Mali)
  - Lingua maninkakan occidentale  [mlq] (Mali, Senegal) *
  - Lingua mandinka [mnk] (Gambia) *
  - Lingua kita maninkakan  [mwk] (Mali) *
  - Lingua kagoro  [xkg] (Mali)

- Lingue mandingo orientali
  - Marka-Dafin
    - Lingua marka [rkm] (Burkina Faso)

  - Nordorientali
    - Lingua bamanankan  [bam] (Mali)
    - Lingua dioula  [dyu] (Burkina Faso, Costa d'Avorio)

  - Sudorientali
    - Lingua maninkakan orientale  [emk] (Guinea, Mali) *
    - Gruppo maninka-mori
      - Lingua wojenaka  [jod] (Costa d'Avorio)
      - Lingua worodougou  [jud] (Costa d'Avorio)
      - Lingua koro  [kfo] (Costa d'Avorio)
      - Lingua koyaga  [kga] (Costa d'Avorio)
      - Lingua mahou  [mxx] (Costa d'Avorio)
      - Lingua maninka della foresta  [myq] (Costa d'Avorio) *

    - Lingua konyanka maninka  [mku] (Guinea) *
    - Lingua sankaran maninka [msc] (Guinea) *
    - Lingua manya  [mzj] (Liberia)
- Lingua bolon  [bof] (Burkina Faso)
- Lingua jahanka  [jad] (Guinea)
- Lingua sininkere  [skq] (Burkina Faso)

*: Parte del macrolinguaggio mandingo